# Acalypha chordantha
Acalypha chordantha là một loài thực vật có hoa trong họ Đại kích. Loài này được F.Seym. mô tả khoa học đầu tiên năm 1979.